# Campan
Campan é uma comuna francesa na região administrativa da Occitânia, no departamento dos Altos Pirenéus. Estende-se por uma área de 95.36 km², e possui 1.327 habitantes, segundo o censo de 2018, com uma densidade de 14 hab/km².